# Vinjište
Vinjište (cyr. Вињиште) – wieś w Serbii, w okręgu szumadijskim, w mieście Kragujevac. W 2011 roku liczyła 378 mieszkańców.